# 方艙醫院

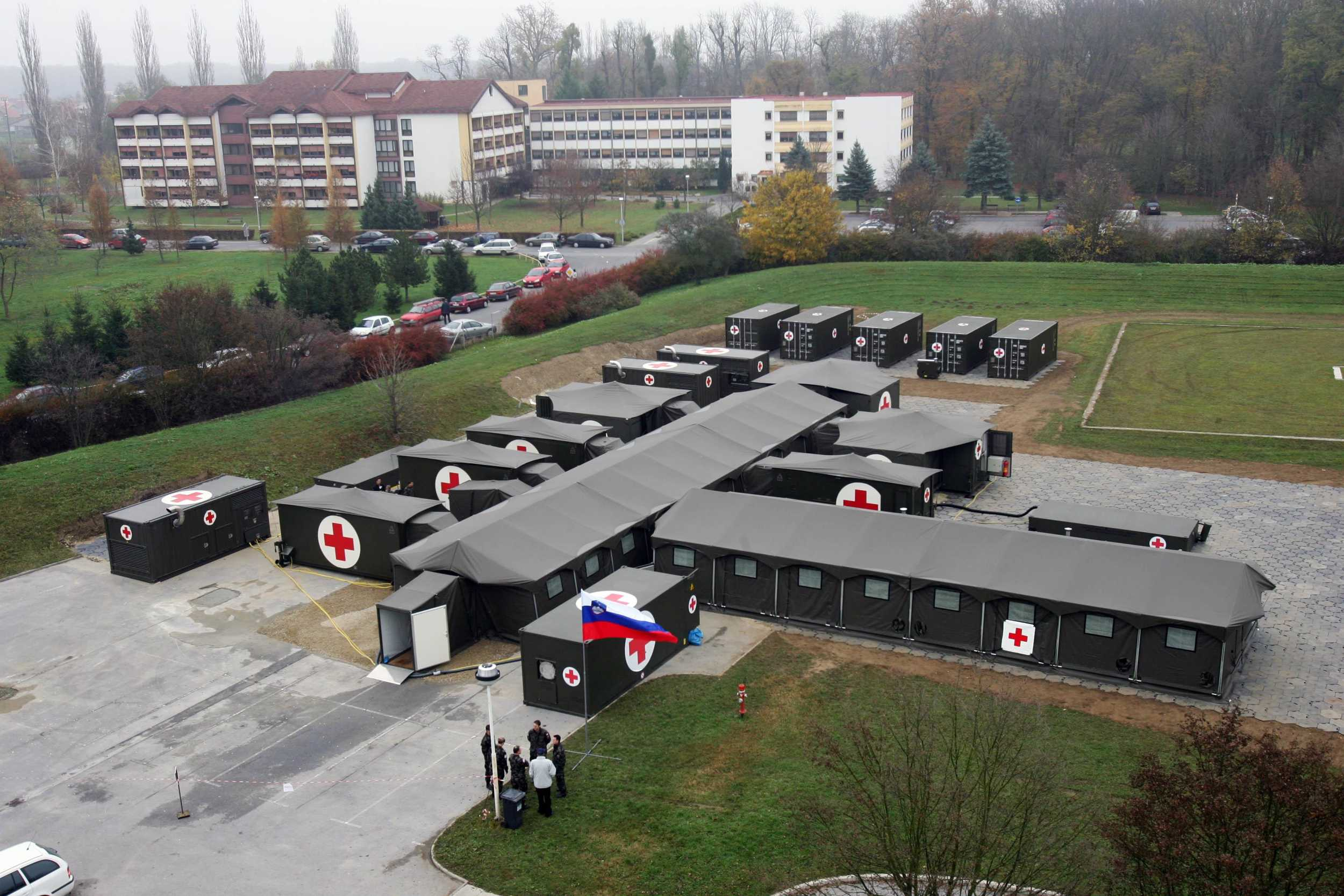
一系列醫療方艙及其他方艙所組成的方艙醫院

方艙醫院可指不同意義，本意是指由一系列具有醫療或技術保障功能的模組組合而成的醫療單元，而於2020年代泛指可以收容傳染病人或潛在傳染病患者並與其他人相隔離的臨時居所。

## 方艙醫院 (醫療模組)
方舱医院，原意是由一系列具有不同医疗或技术保障功能的方舱组合而成的医疗单位。中國大陸將各種標準尺寸的模組式箱式結構都稱作「方艙」。

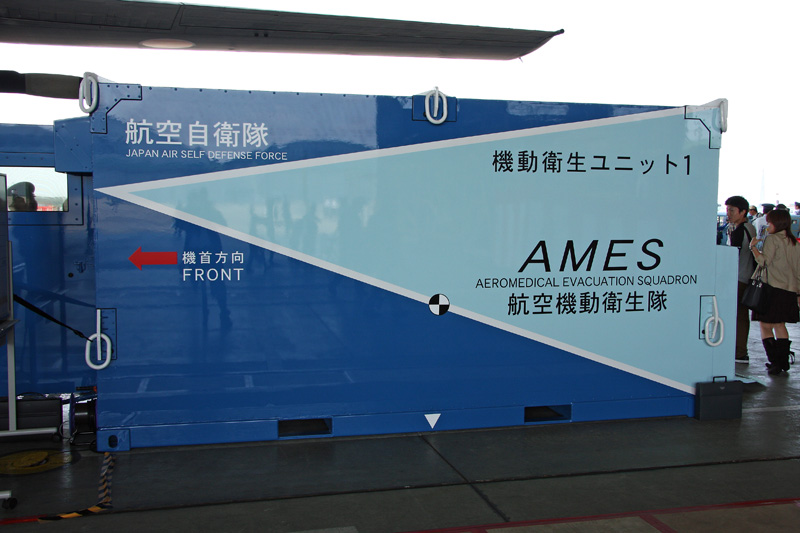
衛勤方艙外觀

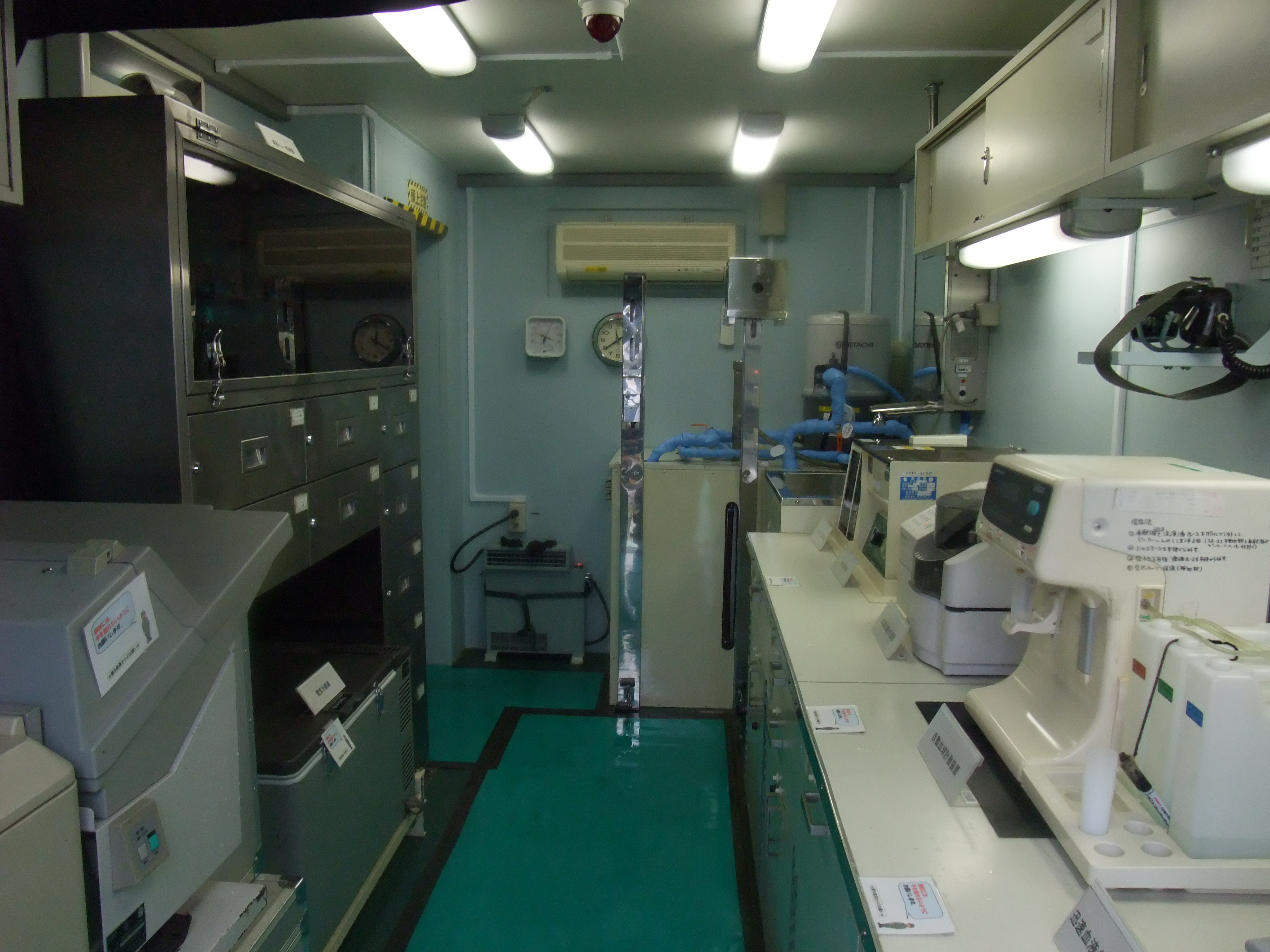
醫療方艙手術准備室内景

方舱医院起源于美国，1960年代，美军为适应越南战争，率先开展医用方舱的研究与应用，將自給式可運輸野戰醫院（或稱輕便野戰醫院一MuST）投入戰場使用，成為野戰醫院方艙化的開端。方舱最初被应用于美军，方舱都配有载车、机动性高，而且能根据需求在方舱内部设计相应结构或安装相关设备。1970年代以後，方艙醫院的形式發生多種變化，英國、德國、法國等國研製出採用越野車底盤載運的拖車或半掛拖車式組合單元。1980年代至1990年代，方艙醫院大幅發展，義大利、西班牙、奧地利、荷蘭、新加坡、台灣都研製及採購了方艙醫院。德軍從1990年代起大規模研發醫療方艙系統，形成了滿足不同衛勤保障功能、模組化、系列化的方艙式衛生裝備體系，大幅提高在野戰條件下的衛勤保障能力。21世紀，方艙醫院的資訊化作業能力獲得提高，機動形式增加，標準化和通用化的程度提升，並更多應用在地震救援等非戰爭軍事行動中。2008年汶川大地震、2010年玉樹地震及2015年4月尼泊尔地震救災期間建立过方舱医院。

## 方艙醫院 (臨時收容場所 (2020年代用法))

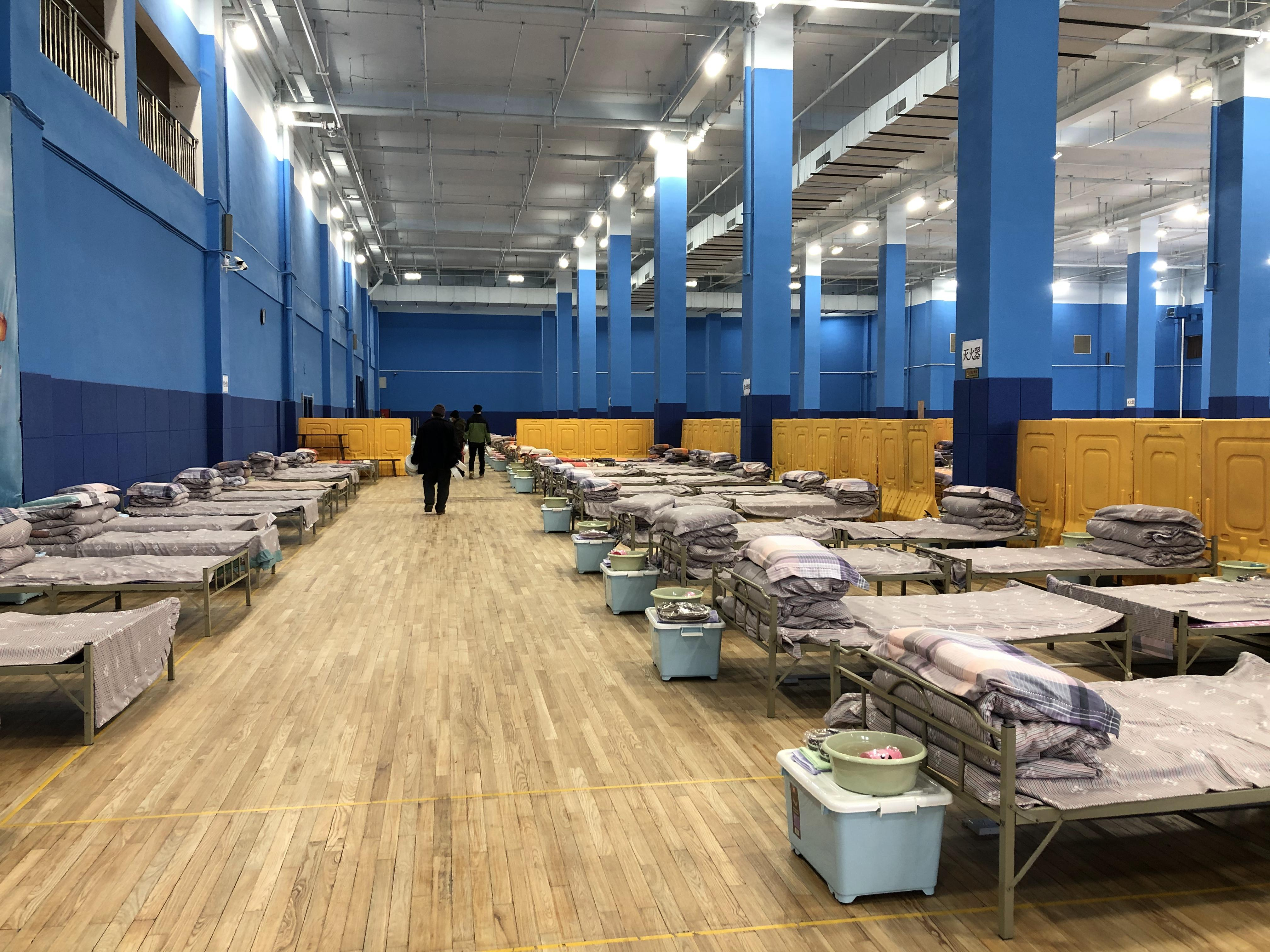
收容冠病患者的武汉一處方舱医院（2020年2月）

方艙醫院（英語：Fangcang (shelter) hospital / public-facility-turned temporary hospital），2020年代起在中國大陸泛指可以臨時集中收容並隔離2019冠状病毒病感染者（乃至潛在感染者）的居所，之後亦有用於指代呼吸道疾病等其他傳染病的臨時收容場所。此等用法亦擴散至其他地方，包括以「Fangcang」等外文字詞傳播。

2020年初，一般醫院僅收容冠病重症患者，即人滿為患；而在家隔離增大播疫風險。中國大陸當局通过直接徵用現有空間，包括大型活動場地、休課學校等快速构建方舱医院，集中收治冠病輕症狀者。2020年至2022年間方艙醫院收容隔离帶有強制力；居住者在不同時期内若符合康復或症狀消失等特定標準方准離開。2022年12月，港台馬傳媒引用民众说法称沈阳迴龍崗殯儀館将先前方舱医院作为临时停尸间。

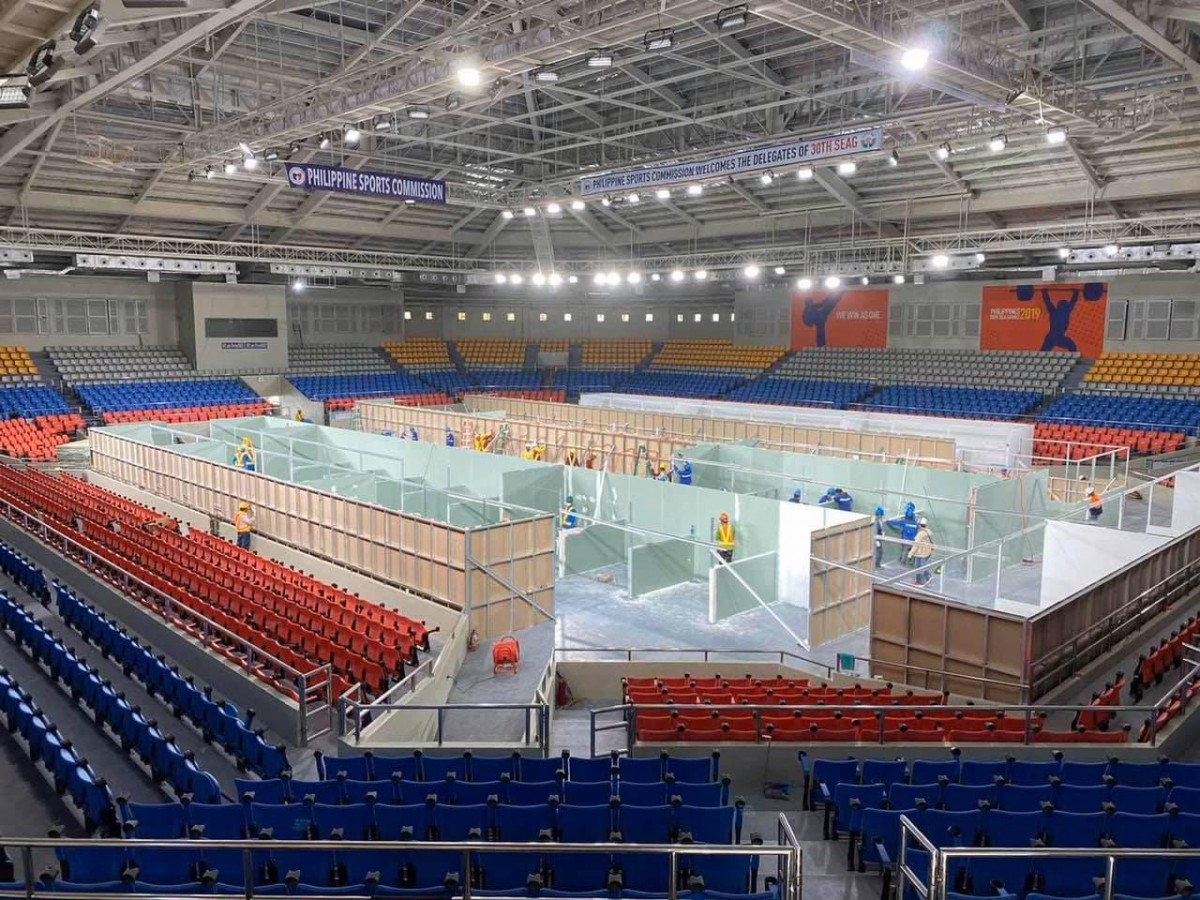
正被改建成臨時医院的菲律宾阿基诺体育馆

中国大陆傳媒亦將中國大陸以外的此类場所称为“方舱医院”。中國大陸以外部分人士及部分華文傳媒亦有如此指稱。但此類設施正式名稱在香港是「臨時醫院」或「社區醫療設施」；在澳門為「社區治療中心」。臺灣則以「加強版防疫旅館」或「集中檢疫所」稱呼此類收治輕症患者的臨時醫療設施。至於臺灣、日本和新西兰則租用整棟旅館以收容無症狀或輕症患者，使傳染病指定醫院可專注治療重症患者。上述旅館在被徵用時原則上不可抗拒徵用。